# Kuda privodjat mečty
Kuda privodjat mečty (ruski: Куда приводят мечты) treći je album ruske grupe Uma2rmaH, objavljen 14. ožujka 2008. 
Pjesme "Ne pozvoniš" ("Не позвонишь") i "Pariž" ("Париж") snimljene su u suradnji s francuskom pjevačicom Patriciom Kaas.

## Popis pjesama
1. "Ne pozvoniš" ("Не позвонишь")                    - 3:15
2. "V gorode leto" ("В городе лето")                 - 3:04
3. "Pripeva net" ("Припева нет")                     - 3:01
4. "Kuda privodjat mečty" ("Куда приводят мечты")    - 4:28
5. "Če Gevara" ("Че Гевара")                         - 4:27
6. "Papiny dočki" ("Папины дочки")                   - 3:01
7. "Zapiska" ("Записка")                             - 4:30
8. "Ljubov na snouborde" ("Любовь на сноуборде")     - 2:26
9. "Vesenneje nastrojenije" ("Весеннее настроение")  - 3:32
10. "Dožd" ("Дождь")                                  - 3:29
11. "Bljuz" ("Блюз")                                  - 3:27
12. "Kažetsja" ("Кажется")                            - 3:59
13. "Pariž" ("Париж")                                 - 3:48
14. "Kalifornija" ("Калифорния")                      - 4:13
15. "Ženščina" ("Женщина")                            - 4:14
16. "Romans" ("Романс")                               - 3:02
17. "Doždis" ("Дождись")                              - 3:30